# マーチン・ホーキンス
マーチン・ホーキンス（Martin William Hawkins、1888年2月20日 - 1959年10月27日）は、アメリカ合衆国の陸上競技選手である。彼は1912年に開催されたストックホルムオリンピックに参加して、110メートルハードルで銅メダルを獲得した。

## 経歴
ホーキンスは重点的に、110メートルハードル競技に出場した選手だった。ストックホルムオリンピックでも同種目に出場した彼は予選を16秒1、準決勝を15秒7の記録でそれぞれ1位で通過して決勝に臨んだ。決勝では15秒3を記録して同じアメリカ代表のフレデリック・ケリー、ジェームズ・ウェンデルに続いて銅メダル獲得を果たした。
オレゴン大学で陸上競技選手として活躍した後、ホーキンスは後にオレゴン州の法律学校へ通い、ポートランドで弁護士及び判事となった。